# Prometheus geboeid (Aischylos)
Prometheus geboeid (Oudgrieks: Προμηθεὺς Δεσμώτης / Promētheus Desmōtēs, Latijn: Prometheus vinctus) is enigszins een buitenbeentje onder de Attische tragedies van Aischylos. Het is niet bekend wanneer het stuk uitgevoerd werd, en enkele onverklaarbare "raadsels" wijzen erop dat het mogelijk niet van zijn hand is.

## Samenvatting
Na de roof van het vuur wordt Prometheus door de god Hefaistos aan de Kaukasus vastgeketend. Geïntrigeerd door het misbaar van de gefolterde, verschijnen de Okeaniden [= het koor]. Als hun vader Okeanos wil bemiddelen bij Zeus, wijst Prometheus hooghartig deze hulp af, in de hoop dat aan de dwingelandij van Zeus weldra een einde komt. Prometheus is namelijk op de hoogte van een geheim, waarmee hij ten gepasten tijde zijn verlossing van Zeus hoopt af te dwingen door chantage! Als de god Hermes hem komt overtuigen dat geheim maar beter prijs te geven, blijft Prometheus koppig zwijgen. Een woedende Zeus ontketent de natuurelementen en begraaft de trotse Prometheus onder het wereldpuin.

## Nederlandse vertalingen
- 1820 – Prometheus – Isaäc da Costa
- 1878 – Promêtheus in de boeien – Albrecht Rodenbach
- 1880 – Prometheus – L.A.J. Burgersdijk (herzien 1903)
- 1890 – Prometheus – Willem Hecker
- 1912 – Prometheus geboeid – P.C. Boutens
- 1953 – De geboeide Prometheus – H.J. Drossaart Lulofs
- 1963 – Prometheus geboeid – Emiel De Waele (herzien 1975)
- 1967 – Prometheus – Evert Straat
- 1977 – Prometheus – B.A. van Groningen
- 1983 – Prometheus geboeid – Gerrit Komrij (herzien in 1992 als Prometheus)
- 2024 – Prometheus geketend – Patrick Lateur